# Adrien Dupagne
Pour les articles homonymes, voir Dupagne.
Adrien Dupagne (né à Liège en 1889 et mort à Liège en 1980) est un artiste peintre belge.

## Biographie
Adrien Dupagne est le fils d'un maître couvreur, compagnon qui fait le tour d'Europe. Il est l'élève d’Adrien de Witte, d'Oscar Berchmans et d'Évariste Carpentier à l'académie des beaux-arts de Liège.
Il est diplômé sculpteur en 1910 et remarqué comme excellent dessinateur. Il suit les conseils de ses professeurs et s’initie à la peinture. Il se forme en visitant les musées et en étudiant les maîtres anciens. Très jeune, il commence à voyager. En 1912 il est à Londres et travaille comme sculpteur à la décoration du Titanic ; en 1913 il est à Paris, où il se rendra régulièrement, fréquentant l’école de Paris qu'il affectionne. Il louera des ateliers, exposera aux Indépendants et au Salon d'automne. Ami de Julius Pincas, dit Pascin et de Maurice de Vlaminck. Il expose également à la Biennale de Venise en 1924 et à Londres. En 1928, il présente au Salon d'automne la toile Mon modèle.
Il est remarqué par la critique et vend déjà bien ses œuvres. Il expose successivement chez Devambez, Berheim Jeune, Georges Aubry. Il excelle dans l’art de représenter le genre humain, son sujet privilégié est le nu féminin et les personnages de caractère. Grand voyageur, il visite l'Europe entière, ainsi que le Moyen-Orient, l’Afrique du Nord et séjourne en Oregon à l'âge de 65 ans d’où il ramène de nombreux dessins, aquarelles et tableaux, témoins de la vie des pays visités. Il affectionne particulièrement l'Espagne. Homme très cultivé, passionné, instinctif (La Cité 19 novembre 1970 Fernand Bree), son œuvre est très importante.
Ses œuvres sont exposées dans les musées de Bruxelles, d'Anvers, de Liège et il a exposé aussi à Riga de son vivant.

## Distinction
- Chevalier de l'ordre de Léopold (8 janvier 1948)[2].